# Мясоедов, Иван Григорьевич
Ива́н Григо́рьевич Мясое́дов (30 сентября [12 октября] 1881, Харьков — 27 июля 1953, Буэнос-Айрес) — русский (в эмиграции — лихтенштейнский) живописец и график, последователь символизма, яркая фигура среди петербургских художников времён Серебряного века, популяризатор тяжёлой атлетики, в последующем — эмигрант первой волны; сын живописца-жанриста Григория Мясоедова.

## Биография
Родился в семье художника-передвижника Григория Мясоедова и его второй жены К. В. Ивановой, тоже художницы. Отец не позволял жене проявлять материнские чувства, а мальчику внушал, что его мать всего лишь кормилица. В конце концов Г. Г. Мясоедов, оторвав ребёнка от матери, доверил его заботам семьи своего друга — пейзажиста А. А. Киселёва. С 1889 года Иван Мясоедов жил с матерью в родовой усадьбе Павленки под Полтавой (теперь район в Полтаве). С 1884 по 1895 год посещал частную художественную школу, организованную в Полтаве его отцом.
С 1896 по 1901 годы занимался в Московском училище живописи, ваяния и зодчества, участвовал в ученических художественных выставках и, окончив училище, получил звание «неклассного художника». Это дало ему возможность, минуя предварительные общие классы, поступить в 1907 году в батальную мастерскую Императорской Академии художеств, которую он закончил в 1909 году. В это же время или несколько позднее посещал мастерскую по гравюре, руководимую профессором Василием Матэ.
Будучи студентом училища, Мясоедов увлёкся силовым спортом, поэтому учёбу в академии он совместил с занятиями в Санкт-Петербургском атлетическом обществе графа Георгия Рибопьера. На Всероссийском чемпионате по тяжёлой атлетике, проводимом в 1909 году, Мясоедов выиграл II приз в средней весовой категории (выступая под псевдонимом Де Красац).
В 1909 году, во время заграничной поездки по Италии, которая в ту пору была встревожена мессинским землетрясением, Мясоедов посетил римский цирк. На манеже цирка выступали лучшие силачи мира. Под конец программы шпрехшталмейстер объявил, что если среди публики найдётся желающий испробовать силу и повторить хотя бы один номер из программы, то цирк отдаст ему весь кассовый сбор. Вызвалось несколько зрителей, но их попытки были тщетны. Тогда на манеж вышел Мясоедов. Он с лёгкостью жонглировал гирями, превзойдя своей силой цирковых атлетов. Приняв от директора цирка поднос с деньгами, Мясоедов заявил, что он жертвует «весь кассовый сбор в пользу бедных итальянцев, пострадавших от землетрясения в Мессине».
Н. Елисеев говорит об этом иначе:
В Риме в 1911 году учудил штуку: когда силовые акробаты в кабаре «Реджина Маргерита» предложили желающим из публики повторить их номера за 500 франков, поднялся на сцену, повторил, а полученные франки пожертвовал в пользу семей солдат, погибших в итало-абиссинской войне.
В 1911 году, после смерти отца, Мясоедов вернулся в Полтаву, где в 1912—1913 годах организовал посмертные выставки отцовских произведений и собранных им коллекций, продолжил работать как художник, выступал в цирке как профессиональный борец и гиревик. В Санкт-Петербурге выставлял свои новые произведения на «весенних» выставках в залах Академии художеств. Поддерживал отношения с различными художественными кругами столицы, занимался оформлением ряда изданий, участвовал в выпуске посвящённого спорту петербургского журнала «Геркулес». Позднее стал ректором одного из киевских художественных учебных заведений.
В 1912 году женился на итальянской танцовщице и артистке цирка Мальвине Верничи. Некоторое время супруги жили в Павленках, где построили новый двухэтажный дом в итальянском стиле.

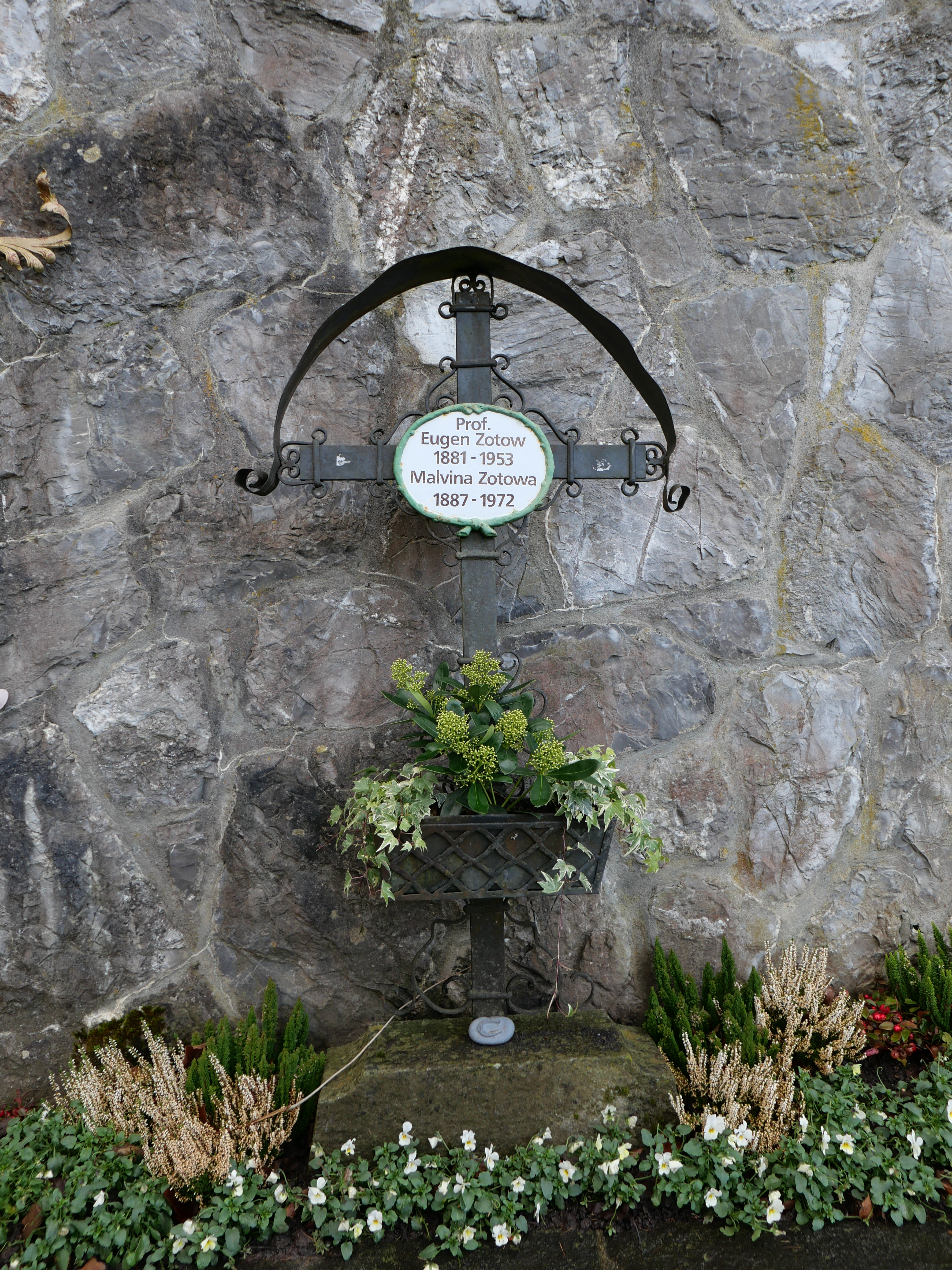
Могила Мясоедова и его напарницы Мальвины (1887-1972) в Вадуце.

Во время гражданской войны Мясоедов уехал в Крым, где в 1919 году служил художественным корреспондентом в армии А. И. Деникина. В 1921 году через Севастополь на германском корабле «Вигберт» Мясоедов эвакуировался из Крыма в Константинополь, оттуда в Триест, затем в Баварию и обосновался в Берлине. Обладая мастерством рисовальщика и гравёра, Мясоедов успешно подделывал бумажные денежные купюры, в частности, английские фунты и американские доллары, а Верничи их сбывала. В 1923 году они были арестованы. Мясоедов провёл три года в Моабитской тюрьме. В 1933 году он снова был арестован за фальшивомонетничество. Второй срок с 1933 по 1934 год отбывал в германском городе Лукау. 
После освобождения Мясоедов вместе с женой и дочерью уехал в Ригу. Оттуда по фальшивым паспортам на имя чехословацких граждан Евгения и Мальвины Зотовых семья Мясоедовых перебралась в Бельгию.
В 1938 году семья Зотовых-Мясоедовых поселилась в столице княжества Лихтенштейн Вадуце. Здесь Мясоедов вёл жизнь придворного художника, создавая портреты членов местного княжеского дома и эскизы почтовых марок. В 1946 году Чехословацкое генеральное консульство выявило местонахождение проживающих в Лихтенштейне с фальшивыми паспортами Зотовых, о чём известило правительство страны. Зотовы были лишены гражданства. В 1948 году Мясоедов снова попал под арест «за попытку подделки государственных кредитных бумаг». Лихтенштейнский суд приговорил его к двум годам заключения.
В 1953 году семья Мясоедовых переехала в Аргентину. Во время поездки Мясоедов тяжело заболел и 27 июля 1953 года, через три месяца после прибытия в Буэнос-Айрес, умер от рака печени.

## Творческая деятельность

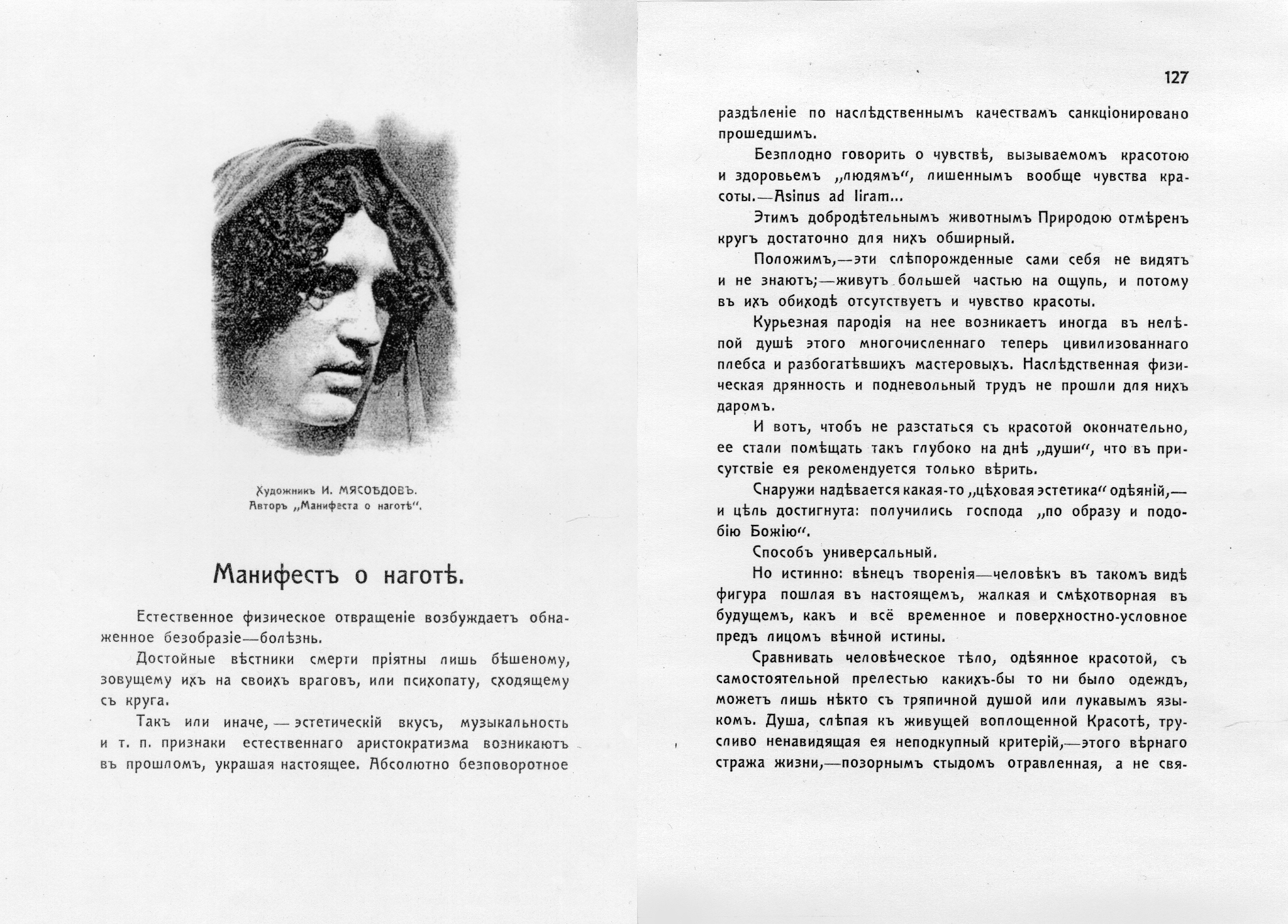
И. Мясоедов. «Манифест о наготе»

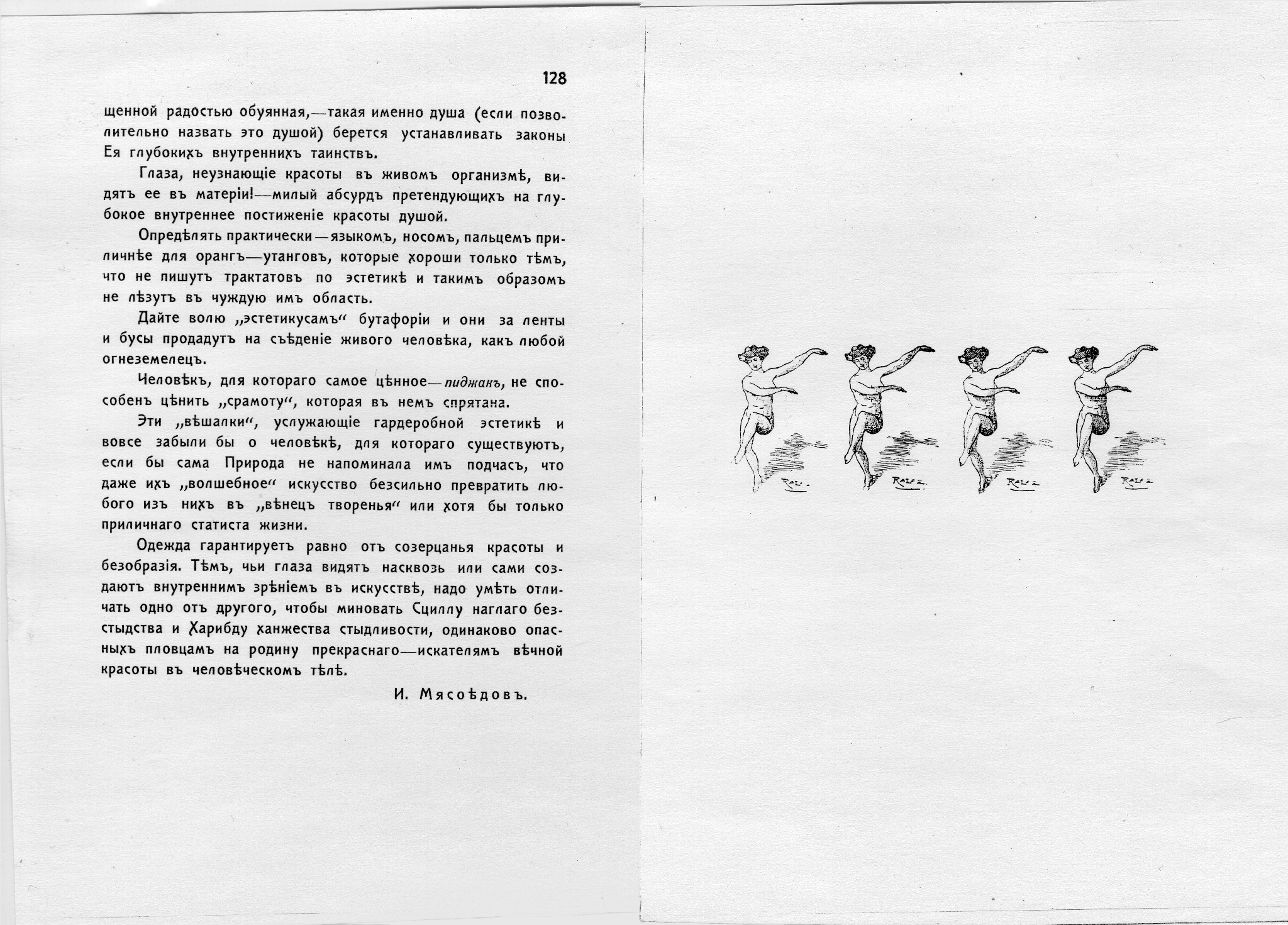
И. Мясоедов. «Манифест о наготе»

Для ранней живописи Мясоедова характерны антично-мифологические полотна, близкие по манере исполнения к немецкому модерну. В октябре 1909 года на конкурсной выставке в Академии художеств им была представлена большая картина на античный сюжет «Поход минийцев (Аргонавты, отплывающие от берегов Греции за золотым руном в Колхиду)» (Музей Российской Академии художеств, Санкт-Петербург), за которую он получил не только звание художника, но и высшую награду Академии — поездку за границу для усовершенствования. Под руководством Ф. А. Рубо Мясоедов участвовал в создании панорамы «Бородинская битва» (1910).
Мясоедов, будучи сторонником культа античности, доминировавшего в начале XX века в Академии художеств, всячески пропагандировал красоту нагого тела. В 1911 году в сборнике «Нагота на сцене» (под редакцией Н. Н. Евреинова) опубликовал на данную тему манифест. Книга эта наделала много шума, высказывались протесты со стороны ревнителей нравственности и ханжески настроенной публики.
Мясоедов профессионально увлекался фотографией. Создал серию фотокомпозиций на исторические и мифологические темы, где снимался в обнажённом виде, изображая Бахуса, Меркурия и античных героев. В своем имении в Павленках создал что-то вроде художественно-философского объединения единомышленников, которое назвал «Садом богов».

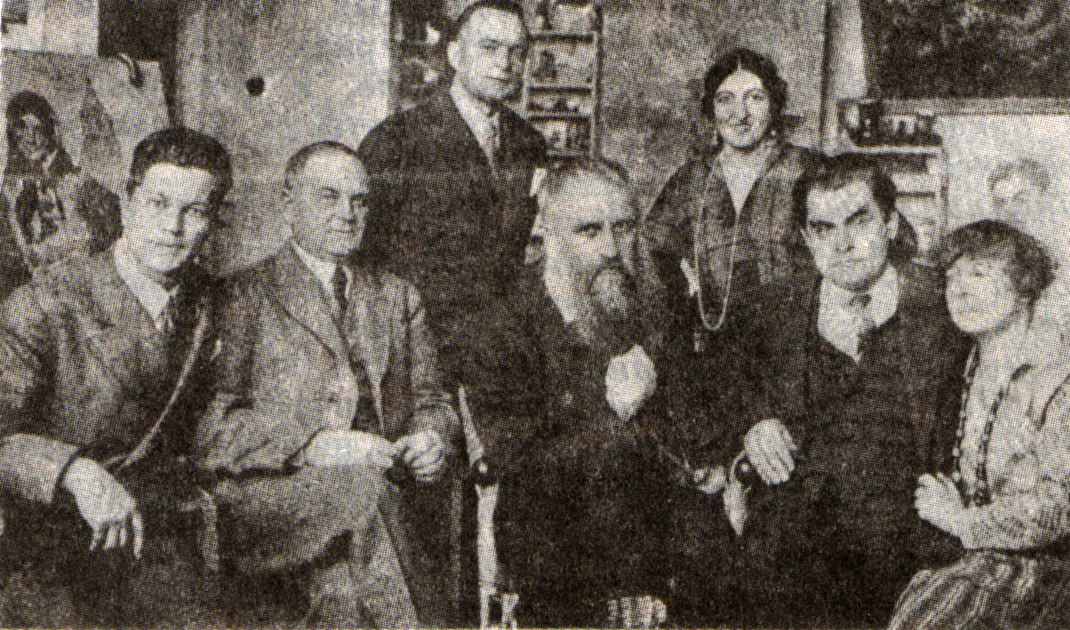
И. Мясоедов в группе русских художников в Берлине (1928)

В Берлине И. Мясоедов пользовался большим успехом как портретист. Ему заказывали свои портреты российские дворяне-эмигранты, представители буржуазии и дипломатического корпуса, актёры и оперные певцы. К берлинскому периоду относится цикл картин на темы народной жизни Украины и России, в которых ощущаются ностальгические мотивы: «Прощание с Павленками», «Татарское кладбище в Крыму», «Русский пасхальный стол». Четыре его произведения были изданы на открытках берлинского издательства «Ольга Дьякова и К°»: «Русская пляска», «Ноктюрн», «В праздничном уборе», «Арабская танцовщица» под номерами 221—224.
В 1929 году Мясоедов снялся в роли боярина в фильме В. Стрижевского «Игры императрицы» (нем. Der Adjutant des Zaren). Участие в фильме было связано с необходимостью заработка и поиском новых форм самовыражения. Роль Мясоедову удалась, его боярин был величественным и грандиозным. Мясоедов нарисовал рекламный плакат для фильма «Трейдер Хорн» (студия «Metro-Goldwyn-Mayer»), который он создал используя натурные зарисовки животных, сделанные им в Берлинском зоопарке.
В Брюсселе в итальянском консульстве И. Мясоедов написал пышный портрет Бенито Муссолини, которым тот остался весьма доволен. Позднее этот портрет был опубликован на обложке пропагандистского журнала «Новая Италия». Даже находясь в заключении в Моабитской тюрьме, Мясоедов занимался творческой деятельностью. Там он расписал фресками тюремную молельню. Во время второго срока в 1933—1934 годах, на основании вида из окна тюремной камеры он написал одно из лучших своих произведений.[какое?]
Живя в Лихтенштейне, Мясоедов получил известность как талантливый живописец, превосходный рисовальщик и гравёр. Им были написаны многочисленные пейзажи и натюрморты, выполненные в импрессионистической манере, религиозные композиции, разнообразные портреты, многие графические работы карандашом, пером, различными техниками гравюры. Мясоедов работал над стенными росписями звукового кинотеатра в Вадуце, фресками частных особняков. Довольно часто художник использовал свои работы в качестве денежного эквивалента, расплачиваясь ими за услуги с врачом или адвокатом. Средняя стоимость его работ в это время составляла примерно 500 швейцарских франков.
В последние годы жизни художник был подвержен частым депрессиям и меланхолии. Пессимистические настроения нашли отражение в полотнах на политические темы, в основном сюжетно связанных с Россией. К его прежним модернистским мифологиям и аллегориям добавился цикл «исторических кошмаров» — с революциями и войнами, воплощёнными в картинах «Революция» и «Толпа демонов» (1940-е годы) (Фонд Зотова-Мясоедова, Вадуц). Мясоедов работал также над философским трактатом «Энциклопедия общеутверждающих понятий» (не опубликован), в котором он подверг всю современную цивилизацию уничтожающей критике с позиций мистического анархизма.
Творческое наследие Мясоедова составляет примерно 4 тысячи произведений из числа выявленных. Это картины, гуаши, пастели, офорты, фотографические и текстильные работы, почтовые марки, документальные материалы. Значительная его часть — около 3200 экспонатов находится в коллекции Фонда Е. Зотова — И. Мясоедова в Вадуце. Больше половины произведений мастера приобретено фондом на пожертвования, в частности, у внуков художника Мишеля и Наниты Модлер. Коллекция работ, относящаяся к раннему периоду творчества И. Мясоедова, принадлежит Полтавскому художественному музею. Она включает более 20 живописных и несколько графических работ, которые попали в музей из усадьбы автора. До Великой Отечественной войны в экспозиции было 67 произведений. Предполагают,[кто?] что многие работы художника вместе с другими ценными экспонатами, вывезли оккупировавшие Полтаву немцы. Считается[кем?] также, что к значительным потерям привел пожар в полтавской галерее в 1943 году.

## Создание почтовых марок
Особое место в творчестве Ивана Мясоедова занимает его работа над рисунками для почтовых марок Лихтенштейна. Впервые его серия из трёх марок достоинством в 20, 30 и 50 раппов появилась в Лихтенштейне в 1938—1939 годах  (Mi #180—182). Эта серия называется «Huldigung» («Принесение присяги на верность») и выпущена была в ознаменование принесения присяги 28 мая 1939 года вступившего в правление Лихтенштейном его светлости князю Францу-Иосифу II. Это были первые почтовые марки в истории страны, которые создавались профессиональным художником высочайшего уровня. В работе над марками княжества проявилось незаурядное композиционное мастерство Мясоедова, умение выделить центральные персонажи сцены.
Образцом работы И. Мясоедова явилась марка с изображением несколько стилизованной «Мадонны-утешительницы» из капеллы Святой Марии в Дуксе достоинством в 10 франков, вышедшая в свет 7 июля 1941 года  (Mi #197). Эскиз марки был создан художником Иоханнесом Тройером, но гравюру на стали выполнил Мясоедов. Наиболее эффектной работой Мясоедова считается появившаяся в свет 22 апреля 1942 года историческая серия из пяти марок, посвящённая 600-летию территориального разграничения на землях нынешнего Лихтенштейна и Швейцарии владений потомков графа Гуго Монфора  (Mi #202—206). Все рисунки для этих марок были исполнены в технике гравюры на стали.
Последняя осуществлённая Мясоедовым серия марок Лихтенштейна — «Binnenkanal» («Внутренний канал в Лихтенштейне»), состоящая из четырёх марок достоинством в 10, 30, 50 раппов и 1 франк. Марки были выпущены 6 сентября 1943 года  (Mi #218—221).

## Память

Конверт с почтовыми марками Лихтенштейна, посвящённый И. Г. Мясоедову и его творчеству, 1996

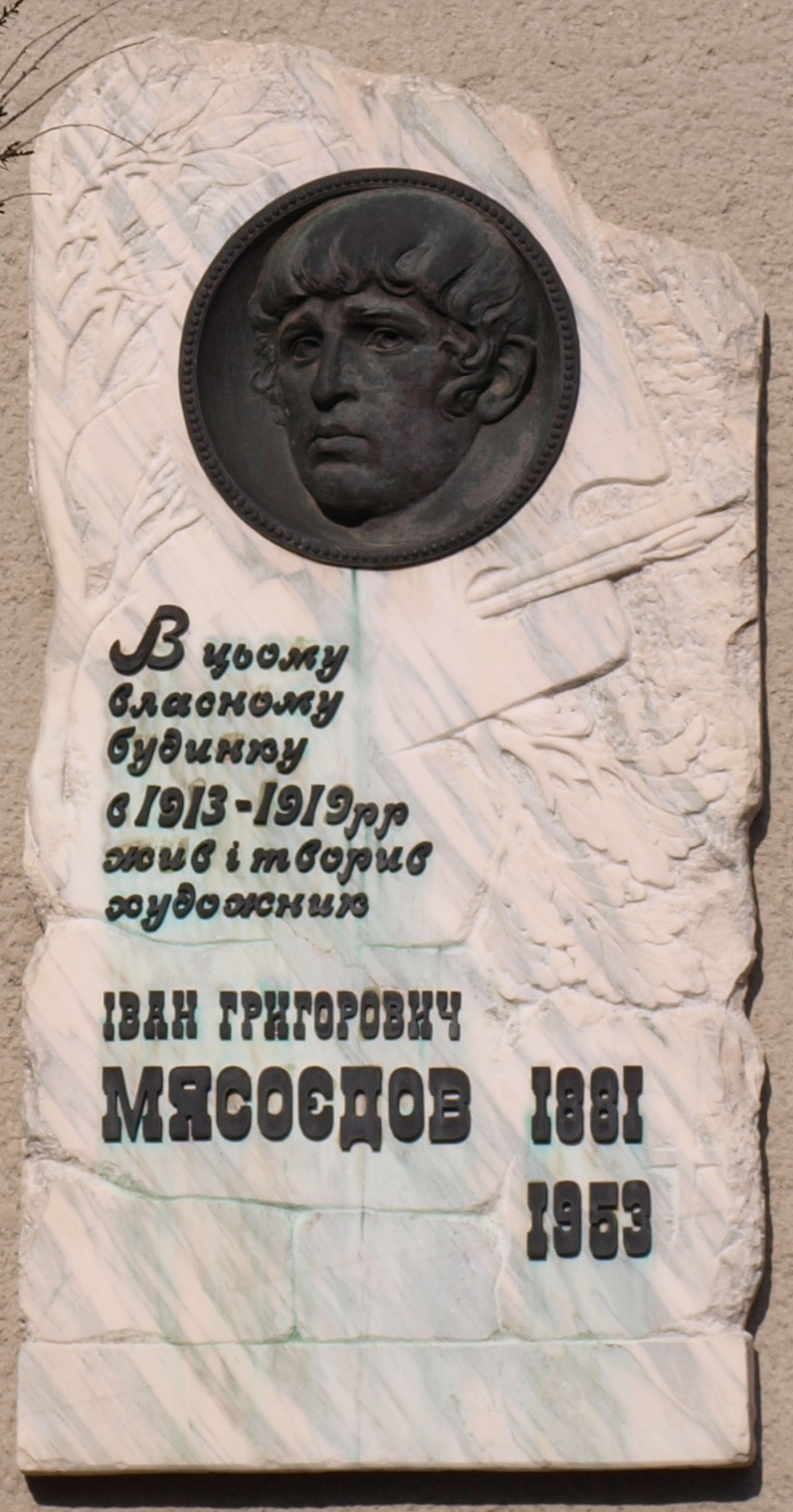
Мемориальная доска в честь художника на его доме в Полтаве

В год 100-летия со дня рождения художника, в 1981 году, художественное общество княжества Лихтенштейн, создало комиссию по собиранию и изучению творческого наследия Е. Зотова — И. Мясоедова — «Архив профессора Е. Зотова», позже преобразованную в постоянный фонд «профессора Евгения Зотова — Ивана Мясоедова». В картотеке фонда насчитывается около четырёх тысяч специальных анкет — карточек по отдельным произведениям художника. В архив попали не только его работы, оставшиеся в частных руках, но и произведения, принадлежащие семье художника. Большую помощь в создании фонда оказала дочь художника Изабелла Верничи фон Мигке-Колланде, танцовщица, хореограф и балетмейстер, проживавшая в Мюнхене.
В 1996 году почта Лихтенштейна выпустила три марки из серии «Художники Лихтенштейна», на которых воспроизведены картины И. Г. Мясоедова (Евгена Зотова) «Сельский пейзаж в Полтаве», «Купание в Берлинском парке», «Вид Вадуца» и конверт с портретом художника.